# Loveline

Loveline est un programme radio américain diffusé aux États-Unis au Canada et au Mexique sur KROQ-FM. Elle offre une écoute et un soutien à l’auditeur qui appelle, souvent grâce à des acteurs ou des musiciens.
L'émission a été reprise à la télévision de 1996 à 2000 par la chaine américaine MTV.